# Dusty Springfield
Dusty Springfield, született Mary Isobel Catherine Bernadette O’Brien (London, 1939. április 16. – Henley-on-Thames, Oxfordshire, 1999. március 2.) angol soul-pop énekesnő, a 60-as évek zenei ikonja. Számos, mára világhírűvé vált dala jelent meg az 1960-as években. Az énekesnő a hetvenes-nyolcvanas években eltűnt a nyilvánosság szeme elől, de a kilencvenes évek elején, a Pet Shop Boys duóval közösen előadott What Have I Done To Deserve This című dallal újra a közönség érdeklődésének középpontjába került. A kilencvenes évek közepén még kiadott egy lemezt, majd a rákkal való hosszas harc végén, 1999. március 2-án elhunyt. Paul Fenn, az énekesnő ügynöke úgy nyilatkozott: a zeneipar „egyik jelképét”, és „az évszázad legtehetségesebb énekesnőjét” vesztette el.

## Élete
Karrierjét a The Lana Sisters együttessel kezdte 1959-ben, ám lemezt nem, csupán egy dalt adtak ki, a You've Got What it Takes című számot, amely hatalmas siker volt, leginkább Írországban. Tom Springfielddel, bátyjával (született Dionysius P. A. O'Brien) 1960-ban megalapították a The Springfields együttest, amely három lemez kiadása után, három évvel később, 1963-ban feloszlott. Ekkor indult el Dusty szólókarrierje, ami azóta legendává vált.

### Szólókarrier
1968-ban Carole King elismert countrylegenda megírta Dusty első, Dusty in Memphis című szólólemezének dalait. Az album 2001-ben bekerült a Grammy Hall of Fame-be, ahova csak a legjobb lemezek kerülnek be. A lemez hatalmas siker lett, ám csak a későbbi A Girl Called Dusty vált világhírűvé. Legsikeresebb dala az I Only Want To Be With You.' Még igen sikeres száma volt 1990-ből az "In Private".

### Magánélete
Vállaltan biszexuális volt, ám szerelmi életéről ezen kívül nem sokat tudni. Alkohol- és gyógyszerproblémái miatt az 1980-as években a bulvárlapok előszeretettel cikkeztek róla.

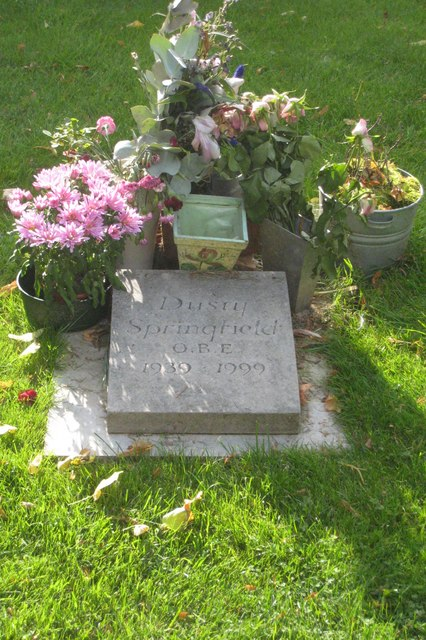
Sírhelye Henley-on-Thames-ben

### Halála
1994-ben, nem sokkal legutolsó albuma elkészítése után az orvosai mellrákot állapítottak meg nála, amit akkor hosszú kemoterápiai kezeléssel sikerült visszaszorítani. Betegsége azonban 1996-ban kiújult, ezúttal végzetesen elhatalmasodott rajta, és 1999. március 2-án elhunyt.

## Lemezei
- 1964: A Girl Called Dusty
- 1965: Ev’rything's Coming Up Dusty
- 1967: Where Am I Going?
- 1968: Dusty... Definitely
- 1969: Dusty in Memphis
- 1970: A Brand New Me
- 1972: See All Her Faces
- 1973: Cameo
- 1974: Longing (önállóan kiadatlan)
- 1978: It Begins Again
- 1979: Living Without Your Love
- 1982: White Heat
- 1990: Reputation
- 1995: A Very Fine Love
- 2005: The Royal Albert Hall
koncertfelvétel